# 绍熙
绍熙（1190年—1194年）是南宋皇帝宋光宗的唯一一个年号，共计5年。绍熙五年七月五日宋宁宗即位沿用。

## 年號含義
「紹」字為繼承，「熙」字為宋孝宗淳熙年號。指繼承發揚孝宗之政。

## 改元
- 淳熙十六年——十一月十四日，有詔明年改元紹熙。[3][4]
- 紹熙五年——閏十月二十一日，有詔明年改元慶元。[5][6][7]

## 紀年對照表

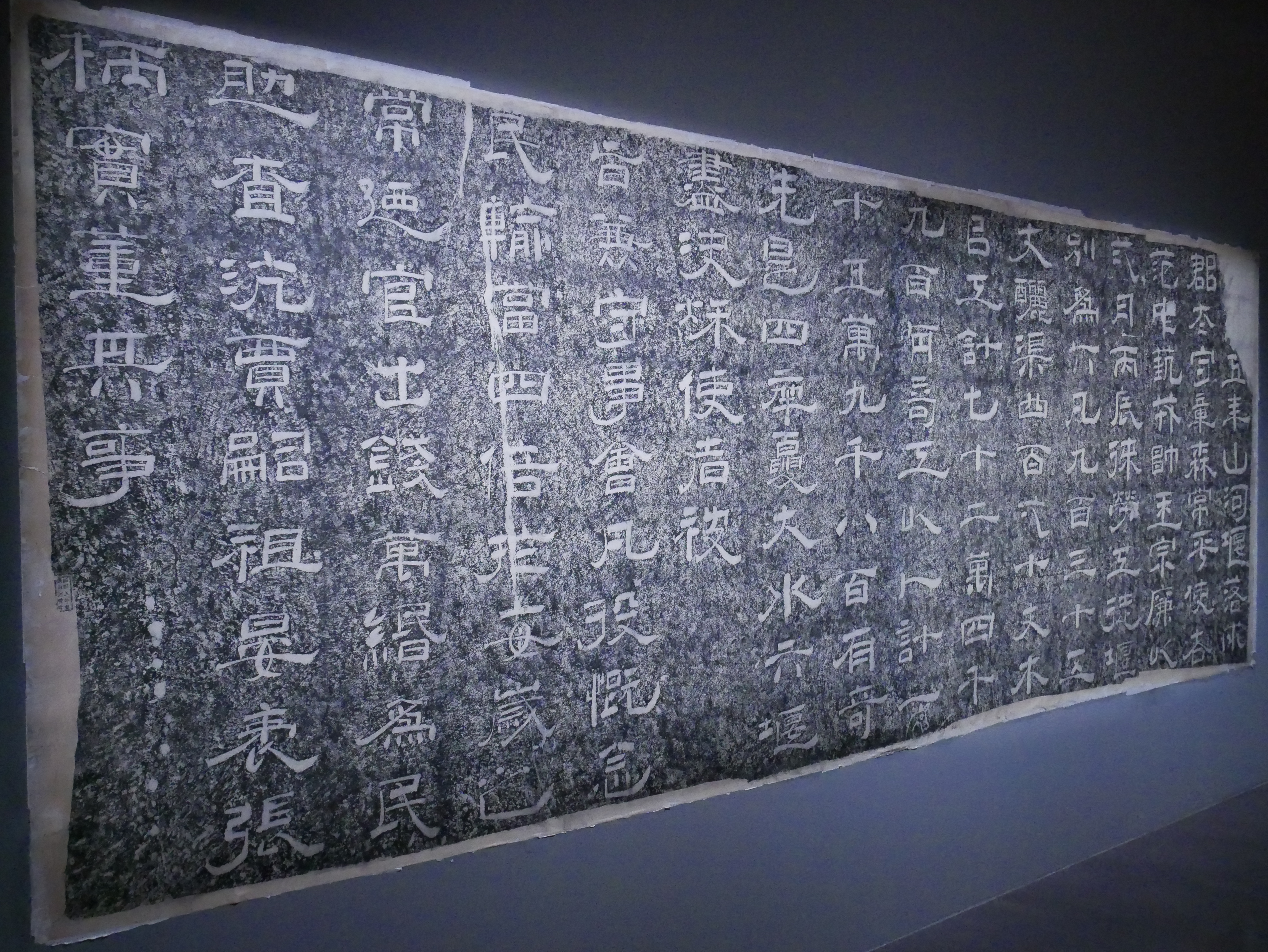
〈晏袤重修山河堰碑銘〉拓本（紹熙五年）

| 绍熙 | 元年   | 二年   | 三年   | 四年   | 五年   |
| ---- | ------ | ------ | ------ | ------ | ------ |
| 公元 | 1190年 | 1191年 | 1192年 | 1193年 | 1194年 |
| 干支 | 庚戌   | 辛亥   | 壬子   | 癸丑   | 甲寅   |

## 同期存在的其他政权年号
- 中國
  - 明昌（1190年－1196年）：金朝—金章宗完顏璟之年號
  - 乾祐（1170年－1193年）：西夏—夏仁宗李仁孝之年號
  - 天慶（1194年－1206年）：西夏—夏桓宗李純祐之年號
  - 天禧（1178年－1211年）：西遼—遼末主耶律直魯古之年號
  - 元亨（1185年－1195年）：大理—段智興之年號
- 越南
  - 天資嘉瑞（1186年－1202年）：李朝—李龍翰之年號
- 日本
  - 文治（1185年－1190年）：後鳥羽天皇之年号
  - 建久（1190年－1199年）：後鳥羽天皇與土御門天皇之年号

## 深入閱讀
- 李崇智. . 北京: 中華書局. 2004年12月. ISBN 7101025129.
- 鄧洪波. . 臺北: 國立臺灣大學東亞經典與文化研究計劃. 2005年3月  [2021-11-21]. ISBN 9789860005189. （原始内容 (pdf)存档于2007-08-25）.

| 前一年號： 淳熙 | 南宋年号 | 下一年號： 慶元 |